# تمرین بی‌هوازی

فرمول فاکس و هاسکل

تمرین بی‌هوازی نوعی فعالیت ورزشی است که در آن، بدون استفاده از اکسیژن، گلوکز در بدن تجزیه می‌شود. در اینجا، بی‌هوازی به معنی «بدون اکسیژن» است. از نظر عملی، بی‌هوازی بودن بدان معنی است که این نوع فعالیت‌های ورزشی، سخت‌تر، اما کوتاه‌تر از تمرین‌های هوازی است.
بیوشیمی ورزش‌های بی‌هوازی، شامل فرایندی به نام قندکافت است که در آن گلوکز به اَدِنِزین تری فُسفات (ATP) تبدیل می‌شود که منبع اصلی انرژی برای واکنش‌های سلولی است.
در طی تمرین‌های بی‌هوازی، اسید لاکتیک با سرعت بالایی تولید می‌شود و باعث می‌شود که به سرعت تجمع پیدا کند. تجمع لاکتاتِ بالاتر از آستانهٔ لَکتیت - که به آن آستانهٔ بی‌هوازی نیز گفته می‌شود - در خستگی ماهیچه‌ها نقشی اصلی دارد.
تمرین‌های بی‌هوازی ممکن است توسط مربیان شخصی برای ایجاد استقامت، توانایی ماهیچه‌ها و قدرت بدنی در مشتریانشان به کار روند.

## متابولیسم-سوخت و ساز
سوخت و ساز (متابولیسم) بی‌هوازی، بخشی طبیعی از مصرف انرژی در چرخهٔ سوخت و ساز بدن است. ماهیچه‌های کشش تند (در مقایسه با ماهیچه‌های کشش کند) با استفاده از سیستم‌های سوخت و ساز بی‌هوازی کار می‌کنند، به گونه‌ای که هرگونه استفاده از فیبرهای عضلانی کشش سریع، منجر به افزایش مصرف انرژی بی‌هوازی می‌شود. مصرف انرژی بی‌هوازی تمرین‌های شدید، که بیشتر از چهار دقیقه به طول بینجامد (مانند مسابقهٔ دویدن یک مایل - ۱٫۶ کیلومتر) نیز ممکن است قابل توجه باشد. به عنوان مثال، تمرین‌های تناوبی تنشی، یک استراتژی ورزشی است که تحت شرایط بی هوازی با شدتی انجام می‌شود که به بیش از ۹۰٪ از حداکثر ضربان قلب می‌رسد. اندازه‌گیری دقیق مصرف انرژی بی‌هوازی دشوار است. برخی از روش‌ها با تعیین حداکثر مجموع کسری اکسیژن یا اندازه‌گیری میزان تشکیل اسید لاکتیک در توده عضله‌ها، مقدار بی‌هوازی بودن در یک تمرین را تخمین می‌زنند.
در مقابل، تمرین‌های هوازی، شامل فعالیت‌های می‌شود که شدت کمتری دارند و برای مدت زمان طولانی‌تری انجام می‌شوند. فعالیت‌هایی مانند پیاده‌روی، آهسته دویدن، قایقرانی و دوچرخه سواری، برای تولید انرژی لازم برای ورزش طولانی مدت - که به آن هزینهٔ انرژی هوازی می‌گویند - به اکسیژن نیاز دارند. در ورزش‌هایی که شامل تمرین‌های ناگهانی و تکراریِ کوتاه می‌شوند، در طول دوره‌های استراحت بین تمرین‌ها (ریکاوری)، سیستم هوازی وارد عمل می‌شود، تا سطح انرژی انباشته شده را دوباره بالا ببرد و انرژی مورد نیاز دورهٔ بعدی تمرین ناگهانی را تأمین کند. به همین علت، در بسیاری از ورزش‌ها، استراتژی‌های آموزشی، نیاز به توسعهٔ هر دوی سیستم‌های هوازی و بی‌هوازی در کنار هم دارد.

با انقباض ماهیچه‌ها، یون‌های کلسیم از طریق کانال رهاساز کلسیم شبکه سارکوپلاسمی، آزاد می‌شوند. سپس این کانال‌ها بسته می‌شوند و پمپ‌های کلسیم برای شل شدن ماهیچه‌ها باز می‌شوند. پس از تمرینات طولانی، کانال‌های رهاساز می‌توانند شروع به نشت کرده و باعث خستگی ماهیچه‌ها شوند.

سیستم‌های انرژی بی‌هوازی عبارتند از:
- سیستم بی‌هوازی آلکتیک (یا آلاکتیک یا بدون لاکتیک)، که شامل فسفات‌های پرانرژی، آدنوزین تری فسفات و کراتین فسفات می‌شود[۱۰] و
- سیستم بی‌هوازی لاکتیک، که دارای گلیکولیز بی‌هوازی است.

مقدار محدودی از فسفات‌های پر انرژی در سلول‌های ماهیچه‌ای ذخیره می‌شوند. در غیاب اکسیژن یا به‌طور دقیق‌تر، هر وقت نرخ نیاز به ATP بیشتر از مقادیری باشد که از متابولیسم هوازی تأمین می‌شود، گلیکولیز بی‌هوازی، به‌طور انحصاری از گلوکز (و گلیکوژن) به عنوان سوخت استفاده می‌کند. پیامد این نوع از تجزیهٔ سریع گلوکز، تشکیل اسید لاکتیک - یا به بیان بهتر، لاکتات پایه اسید لاکتیک در سطح pH بیولوژیکی - است. فعالیت‌های بدنی که حداکثر سی ثانیه طول بکشد، در درجه اول از سیستم فسفوژن ATP-CP ای که به آن اشاره شد استفاده می‌کند. بعد از این زمان، هر دو سیستم متابولیک مبتنی بر گلیکولیز هوازی و بی‌هوازی به کار می‌روند.
فراوردهٔ جانبی گلیکولیز بی هوازی - یعنی لاکتِیت یا همان لاکتات - به‌طور سنتی، برای عملکرد ماهیچه‌ها مضر در نظر گرفته می‌شود. با این حال، این نوع از ضرر تنها هنگامی محتمل است که سطح لاکتِیت بسیار بالا باشد. افزایش سطح لاکتِیت تنها یکی از تغییراتی است که در زمان انجام تمرین‌های شدید، در داخل و اطراف سلول‌های ماهیچه‌ای اتفاق می‌افتد و می‌تواند باعث خستگی شود. خستگی، به معنی ناتوانی ماهیچه‌ها، موضوعی پیچیده‌است که غیر از تغییرات تجمع لاکتیت، به عوامل دیگری هم بستگی دارد. در دسترس بودن انرژی، رسیدن اکسیژن، درک درد و سایر عوامل روانشناختی، همگی در خستگی ماهیچه‌ای نقش دارند. تجمع لاکتیت در ماهیچه‌ها و خون نتیجه طبیعی هرگونه تلاش بدنی است. اثربخشی فعالیت بی‌هوازی را می‌توان با تمرین بهبود بخشید.
ورزش بی‌هوازی میزان متابولیسم پایه (BMR) فرد را نیز افزایش می‌دهد.

## مثال‌ها
ورزش بی‌هوازی نوعی تمرین شدید است، در حالی که ورزش هوازی نوعی تمرین استقامتی طولانیست. برخی از نمونه‌های ورزش بی‌هوازی عبارتند از دوی سرعت، تمرین تمرین‌های بدنی تناوبی شدید (HIIT) و تمرین‌های قدرتی.